# یان دانیلو
یان دانیلو (انگلیسی: Yann Daniélou؛ زادهٔ ۱۰ آوریل ۱۹۶۶) بازیکن فوتبال سابق اهل فرانسه است که در پست مدافع بازی می‌کرد.
از باشگاه‌هایی که در آن بازی کرده‌است می‌توان به باشگاه فوتبال گنگام، باشگاه فوتبال نیم المپیک، و باشگاه فوتبال استاد برستوا ۲۹ اشاره کرد.